# Gewöhnliche Tigerotter
Die Gewöhnliche Tigerotter (Notechis scutatus) ist eine von nur zwei Arten der Giftnatterngattung der Tigerottern (Notechis), eine Gattung der Familie der Elapidae (Giftnattern). Ihre Verbreitung ist wie die der Schwarzen Tigerotter (N. ater) auf das südliche Australien beschränkt.

## Merkmale
Die Gewöhnliche Tigerotter erreicht eine Körperlänge von maximal etwa 1,20 Metern und ist dabei etwas kürzer als die Schwarze Tigerotter mit bis etwa 1,50 Metern. Die Grundfärbung der Gewöhnlichen Tigerotter ist sehr variabel und reicht von hellgrau bis olivgrün, braun oder braunrot mit mehr oder weniger ausgeprägten Querbalken; in sehr seltenen Fällen kommen auch schwarze Tiere vor. Die Bauchseite kann cremeweiß, hellgrau, hellgrün oder gelblich sein, unterhalb der Kehle und des Schwanzes wird sie häufig dunkelgrau.
Charakteristisch ist für die Gattung das große, annähernd quadratische Frontalschild auf der Kopfoberseite. Das vordere Temporale ist ebenfalls sehr groß ausgebildet und mindestens ebenso lang oder länger als das Frontale. Subocularia fehlen, ein Internasale ist dagegen ausgebildet. Alle Körperschuppen sind glatt und bilden in der Körpermitte 19, und in seltenen Fällen 15 bis 21, Schuppenreihen. Die Bauchseite wird von 140 bis 190 Ventralia gebildet. Sowohl das Analschild als auch die 35 bis 65 Subcaudalia sind ungeteilt.

## Verbreitung und Lebensraum
Tigerottern finden sich ausschließlich im Süden Australiens, wobei sich die Verbreitungsgebiete beider Arten nicht überschneiden. So lebt die Schwarze Tigerotter an der südwestlichen Spitze von Western Australia sowie auf Tasmanien, während die Gewöhnliche Tigerotter vom Süden von Queensland über New South Wales bis Victoria im Bereich des Murray und Murrumbidgee River sowie dem äußersten Südosten South Australias verbreitet ist.
Die Schlange lebt vor allem im Hochland und ist dort in einer Reihe von unterschiedlichen Habitaten zu finden. Dabei kann es sich vor allem im Norden um feuchte Regenwälder handeln, im Süden kommt sie dagegen in trockeneren Gebieten vor.

## Lebensweise
Die Gewöhnliche Tigerotter ist vor allem tag- und dämmerungsaktiv, Nachtaktivität kommt an besonders heißen Tagen vor. Der Nachwuchs kommt lebend auf die Welt, die Schlange ist entsprechend ovovivipar. Dabei besteht ein Wurf aus etwa 30 Jungschlangen, wobei ein Spektrum von 19 bis 109 dokumentiert ist.

## Schlangengift
Die Tigerottern werden als sehr gefährliche Schlangen eingeschätzt, da sie ein sehr potentes Gift besitzen und zudem häufig mit Menschen in Berührung kommen. Entsprechend ist ein sehr großer Anteil der tödlichen Schlangenbissunfälle Australiens auf die beiden Arten dieser Gattung zurückzuführen. Trotz dieser Zahlen gelten sie als wenig angriffslustig und attackieren nur bei Störungen.
Ein Antivenin gegen das Gift der Tigerottern wurde bereits sehr früh entwickelt und das Schlangengift ist in seiner Zusammensetzung und Wirkung sehr gut erforscht.